# Acronema muscicola
Acronema muscicola là một loài thực vật có hoa trong họ Hoa tán. Loài này được (Hand.-Mazz.) Hand.-Mazz. mô tả khoa học đầu tiên năm 1933.